# 无毛翠竹
无毛翠竹（学名：Sasa pygmaea var. disticha）,别名日本綠竹，矮小竹種，原產日本。中國江蘇、渐江及上海各地栽培供觀赏。為禾本科赤竹属下的一个变种。

## 扩展阅读
- 維基物種上的相關：无毛翠竹